# وارتسا
وارتسا (به آلمانی: Warza) یک شهر در آلمان است که در گوتا واقع شده‌است. وارتسا ۷۵۴ نفر جمعیت دارد.